# NGC 2513
NGC 2513 is een elliptisch sterrenstelsel in het sterrenbeeld Kreeft. Het hemelobject werd op 3 maart 1786 ontdekt door de Duits-Britse astronoom William Herschel.

## Synoniemen
- UGC 4184
- MCG 2-21-9
- ZWG 59.25
- PGC 22555